# Tateyama (berg)
Tate of Tateyama (Japans: 立山, 'staande berg') is een 3015 meter hoge berg in het Hidagebergte in Japan. De bergtop bevindt zich in het zuidoosten van de prefectuur Toyama op het eiland Honshu. Samen met Fuji en Hakusan wordt Tateyama beschouwd als een van de traditionele 'drie heilige bergen van Japan'. Tateyama ligt in het Nationaal park Chubu-Sangaku.